# جهان بانو بیگم
جهان بانو بیگم، دختر مراد میرزا و همسر اول پرویز میرزا و مادر نادره بانو بیگم، همسر ولی‌عهد داراشکوه بود.

## ازدواج
وی با پرویز میرزا در تاریخ ۱۲ سپتامبر ۱۶۰۶ نامزد کرد و پرویز میرزا ۱۳۰،۰۰۰ روپیه به عنوان ساچاق برای جهان بانو بیگم فرستاد. مراسم عروسی آنها در ۲۹ اکتبر ۱۶۰۶ و در خانه‌ی پرویز میرزا صورت گرفت. ۹،۰۰۰ روپیه از طرف شریف آملی و دیگر نجبا برای صدقه به فقرا اهدا شد. وی مادر بزرگترین پسر پرویز میرزا، دوراندیش میرزا (متولد ۲ فوریه ۱۶۱۵ - متوفای ۵ دسامبر ۱۶۱۹)، یک شاهزاده دیگر (متولد ۱ ژوئیه ۱۶۱۸) و نادره بانو بیگم همسر داراشکوه شد.